# NGC 896
NGC 896 је емисиона маглина у сазвежђу Касиопеја која се налази на NGC листи објеката дубоког неба.
Деклинација објекта је + 62° 1' 10" а ректасцензија 2h 25m 27,8s. Привидна величина (магнитуда) објекта NGC 896 износи 11,7. NGC 896 је још познат и под ознакама SG 1.04, Min 2-57, w knot in IC 1795.